# Eboman
Eboman is het multimediale muziekproject van Jeroen Hofs. Het project is begonnen in 1995.
In het begin was Eboman een rechttoe rechtaan sampleartiest in het bigbeat genre. In 1996 won hij een Zilveren Harp; een aanmoedigingsprijs voor aanstormend talent. In 1997 kreeg Eboman tijdens het Noorderslagfestival de jaarlijkse Popprijs uitgereikt. Op dat moment was hij nog niet bekend bij het grote publiek. Dat veranderde toen hij in 1997 een hit scoorde met het nummer Donuts With Buddah, waarin een sample verwerkt zit van Guitar King van Hank the Knife & the Jets.
Hij speelde meerdere malen op Noorderslag, Lowlands en Pinkpop, maar ook op buitenlandse festivals.

## Stijl
De stijl van Eboman is in de loop der jaren veranderd van gewoon computersamplen naar livesamplen. Hiervoor heeft hij een eigen computerprogramma geschreven en een apart pak ontworpen. Met dit pak kan hij, door lichaamsbewegingen, de samplecomputer aansturen. Hij samplet niet alleen geluid, maar ook beelden. Gevolg van deze ontwikkeling is dat hij meer richting de beeldende kunst verschuift en zich minder bezighoudt met muziekproductie. Zelf omschrijft Hofs zijn stijl als 'sample madness'.
Eboman werd dankzij zijn pak in 2008 twee keer genomineerd voor een Webby Award.
Sinds 2017 maakt Eboman onder de naam EboSuite een set plugins beschikbaar voor Ableton Live waarmee audiovisuele producties gemaakt kunnen worden zoals Eboman deze zelf ook produceert.
In de jaren 90 van de twintigste eeuw bracht Eboman een aantal ep's en singles uit en in 2023 volgt zijn debuutalbum Hold Your Horses.

## Discografie

### Albums
- Hold Your Horses (Ipako Records, 2023)

### Ep's and singles
- Sampling Madness 1 - Donuts With Buddha (XL Recordings, 1996)
- Sampling Madness Pt.1 (Prime, 1996)
- Bounce To Diss - E.P. (Prime, 1997)
- From The Ebo Station E.P. (1997)